# جیگسا (فیلم)
جیگساو (انگلیسی: Jigsaw) فیلمی ترسناک به کارگردانی مایکل و پیتر اسپیریگ می‌باشد که جاش استالبرگ و پیتر گلدفینگر فیلم‌نامهٔ آن را نگاشته‌اند. این فیلم هشتمین فیلم در مجموعه فیلم‌های اره است.
جیگساو
 در ۲۷ اکتبر ۲۰۱۷ در ایالات متحده اکرانش را شروع کرد و در هفته اول در صدر جدول قرار گرفت. این فیلم با بودجه ۱۰ میلیون دلاری ۱۰۳ میلیون دلار فروش کرد.

## داستان
ده سال پس از مرگ جان کرامر، ادگار مونسن جنایتکار پس از فعال کردن یک ماشه از راه دور توسط کارآگاهان هانت و هالوران دستگیر می شود. در همین حال، پنج نفر — میچ، آنا، رایان، کارلی و یک مرد ناهوشیار — در یک انبار با زنجیرهایی در گردن خود اسیر می‌شوند. نوار ضبط شده با صدای جان کرامر توضیح می‌دهد که آنها باید خون قربانی کنند و گناهان خود را اعتراف کنند. زنجیرها آنها را به سمت دیواری می‌کشاند. بیشتر آنها با بریدن بدن خود برای ارائه خون زنده می‌مانند، اما مرد ناهوشیار برای فرار دیر بیدار می‌شود.
آزمایش بعدی آنها نشان می‌دهد که کارلی یک دزد است که به‌طور اتفاقی باعث مرگ یک زن دارای آسم شده‌است. برای نجات دیگران از حلق آویز بودن، باید خودش را با یکی از سه سوزن تزریق کند -یکی حاوی پادزهر یک سم، یکی حاوی نمک و دیگری حاوی اسید. او امتناع می‌ورزد، بنابراین ریان برای نجات خود و هر سه نفر دیگر، سرنگ ها را به گردن کارلی میزند و باعث مرگ وی میشود.
هالوران و کارآگاه هانت دربارهٔ کشف اجسادی که به نظر می‌رسد مرد ناهوشیار و کارلی هستند، تحقیق می‌کنند. هالوران از آسیب‌شناسان به لوگان نلسون، کهنه سرباز و پزشک سابق که همسرش دو سال قبل کشته شد، و الهانور بونویل، مشکوک می‌شود. بعداً مونسن از بیمارستان گم می‌شود. جسد او توسط پلیس پیدا می‌شود…